# Арійська раса

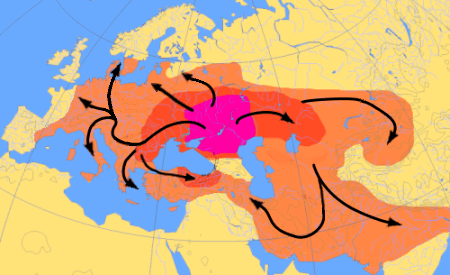
Поширення індоєвропейців за курганною гіпотезою

Арі́йська ра́са — застарілий і науково необґрунтований термін, який використовувався в європейській антропології XIX—XX століття для позначення гіпотетичної групи людей, нібито споріднених за походженням та мовою з носіями праіндоєвропейської мови. Сучасні дослідження в галузі генетики, лінгвістики та антропології спростували існування окремої «арійської раси», оскільки людські популяції історично змішувалися, а мова не є маркером біологічного походження. Термін набув ідеологічного забарвлення і використовувався в расистських теоріях, зокрема в нацистській Німеччині.
Поняття «арійська раса» в середині XIX ст. запровадив Жозеф Артюр де Гобіно, який вважав витоком усіх виниклих цивілізацій аріїв — аристократичну білу підрасу (індоєвропейців). За теорією де Гобіно арії (індоєвропейці), приходячи під час міграцій в інші країни, підкоряли місцеве населення і, для управління ним, утворювали перші державні інститути — таким чином виникали цивілізації. Занепад цивілізацій де Гобіно пояснював порушенням арійською аристократією законів євгеніки й змішування аріїв з місцевим населенням.
В нацистській ідеології Третього Рейху арійська раса — це раса людей «першого ґатунку», ототожнювана з німцями, передусім нордичного підтипу, природним покликанням яких нібито є поширення цивілізації та панування над іншими «меншовартісними» расами й народами.

## Етимологія
Аріями індоіранці називали своїх предків, назва походить від протоіранського кореня *arya, спорідненого із санскритським ārya (आर्य) — класичне значення якого «шляхетний, шанований, знатний». Від нього утворено назву країни Іран. Попри співзвучність, слово «аріани» має зовсім інше значення — це назва представників християнської єресі IV—VI ст., назва котрої дана за іменем священника Арія; воно в свою чергу є омонімом до назви предків індоіранців, а означає з грецької «войовничий, Аресовий».
Поняття «арійська раса» запровадив французький письменник, історик і філолог Жозеф Артюр де Гобіно, у своїй роботі під назвою «Нарис про нерівність людських рас» (1853—1855), також цей термін вживав Фрідріх Макс Мюллер у «Лекціях з науки про мову» (1861). Народи аріїв Мюллер згадував і раніше, наприклад, в «Історії стародавньої санскритської літератури» (1859). Дослідник вкладав у термін «арійський» значення «той, що стосується індоєвропейської, європейської, індогерманської або яфетичної мови». В 1900-і характеристика «арійський» стала витісняти в мовознавстві «індоєвропейський». Таким чином, «арійська раса» означало «раса носіїв індоєвропейської мови» чи «раса, котру складали індоєвропейські народи», що зазвичай було тотожно. Важливо, що в науці того часу «раса» стосувалася етнічної групи, спільності племен чи народів, а не біологічного таксона.
Приписування «арійській расі» інтелектуальної, моральної чи фізіологічної вищості над іншими походить від Жозефа Артюра де Гобіно. Цю думку було розвинено такими дослідниками, як французький антрополог Жорж де Лапуж. Значний внесок до популяризації терміна та ідеї цивілізаторської ролі «арійської раси» зробили письменниця, засновниця теософії Олена Блаватська, письменники Герберт Велз і Г'юстон Чемберлен (див. нижче).
До ідеології Третього Рейху термін проник через праці Гвідо фон Ліста і його послідовників, як-от Йорг Ланц фон Лібенфельс, які запозичили низку ідей Блаватської. В езотеричному вченні арманізму, виниклому на ґрунті їхніх поглядів, «арійська раса» та її представники «найвищої якості» ототожнювалася з німцями. Арманізм суттєво вплинув на Адольфа Гітлера та став підґрунтям для виправдання військової експансії нацистської Німеччини, особливо в протиставленні «арійської раса» як носійки цивілізації, до «недолюдей» як носіїв варварства.
У російській мові усталилося розрізнення аріїв та арійців. Арії розуміються як лінгвістична група, арійці як расова. В інших мовах таке розмежування відсутнє.

## У расовій антропології

На початку XX ст. протоіндоєвропейські народи асоціювалися з культурою шнурової кераміки

Перша половина XIX ст. у Європі позначалася індоманією, за якої витоки цивілізації вбачалися в Індії на противагу Близькому Сходу. Подібні думки пропонували альтернативу біблійній історії, що в світлі етнографічних відкриттів і надходження східних текстів виглядала все менш міцним підґрунтям для науки. Фрідріх Шлегель вважав, що мотив вигнання з Раю виник зі спогаду про те, як індійці покинули свою азійську батьківщину. Норвезький та німецький сходознавець Крістіан Лассен стверджував, що саме з території Індії семіти запозичили основи своєї філософії та релігійні уявлення. Історик Йоган Ґоттліб Род стверджував, що мова аріїв — жителів території Персії та Індії, була найпершою мовою, від якої походять інші. Німецький філолог Якоб Грімм популяризував у таких книгах, як «Есе про мову та мудрість індійців» (1837) арійську гіпотезу походження цивілізації, приписуючи аріям «непереборний інстинкт» рухатися зі сходу на захід. Індолог, філолог Рудольф Гурнле разом із лінгвістом Британської Індії Джорджем Гріргсоном в 1880 році конкретизував це твердження, описавши дві хвилі міграцій аріїв з Індії в міру змін клімату.
Ідея прамови, пов'язаної з Індією, зафіксована ще в нідерландського лінгвіста Маркуса Зейріуса ван Боксхорна в 1653 році. Французький місіонер Гастон-Лоран Керду в 1767 опублікував свої спостереження щодо паралелей у санскриті та європейських мовах. Ці ідеї до XIX століття сформували гіпотезу про індоєвропейську прамову.
Уживши в 1861 році термін «арійська раса» Фрідріх Макс Мюллер писав про групу носіїв праіндоєвропейської мови, не зосереджуючи уваги на якихось їхніх фізіологічних відмінностях. Раніше французький письменник Артюр де Гобіно в книзі «Есе про нерівність людських рас» (1853—1855), виділяв «нордичну» расу. Пізніше він витлумачив Мюллеровий термін і як біологічну, а не лише мовно-культурну, підгрупу людства, та ототожнив «нордичну» расу з «арійською», котру вважав найцивілізованішою. Сам Мюллер заперечував його позицію, про що й повідомив розгорнуто в есе «Біографії слів і дім аріїв» (1888).
Паралельно виникла думка, що первісне місце проживання аріїв належить шукати не в Індії, а навпаки в Європі, а саме степах Східної Європи. Такі погляди висловлював зокрема німецький філолог Віктор Ген, спираючись на зв'язок поширення мов та культурних рослин і одомашнення тварин, особливо звертаючи увагу на поширення приручення коней. У 1950-і на цій основі розвинулася курганна гіпотеза. Проте наприкінці XIX століття степова теорія була поставлена під сумнів. Здобула популярність гіпотеза, що індоєвропейці виникли в стародавній Німеччині або Скандинавії, і саме в цих країнах найповніше збереглися індоєвропейські риси.

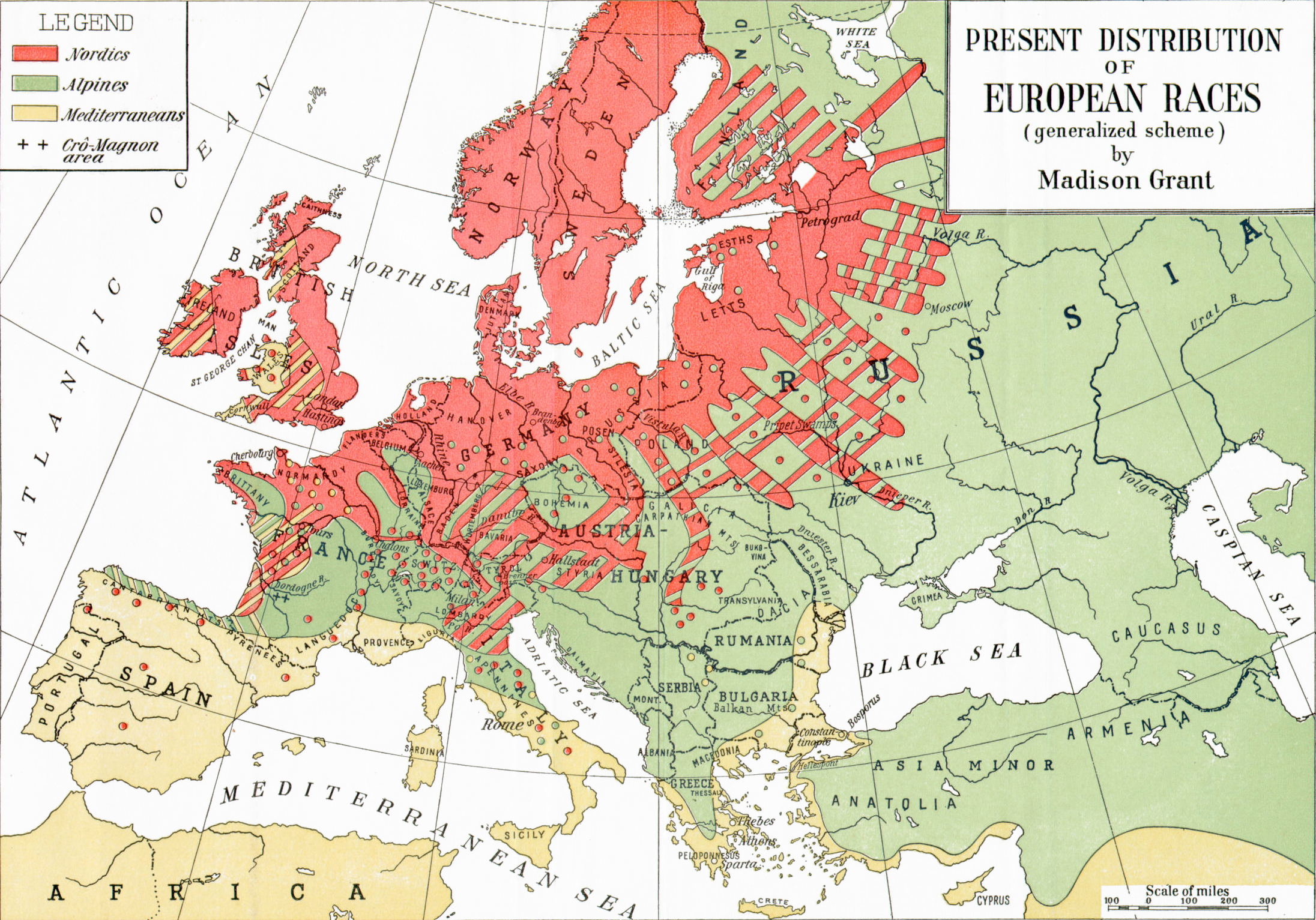
Поширення європейських рас за Медісоном Ґрантом, 1916 р. Червоним позначено «нордичну» підрасу

Такі дослідники, як французький антрополог Жорж де Лапуж, стверджували, що існує «арійська» гілка людства, що вирізняється фізіологічними показниками, головним з яких є відношенням максимальної ширини мозкової порожнини до її максимальної довжини. Лапуж вважав, що довгоголові «доліхоцефально-світловолосі» європейці, типові для Північної Європи, є внаслідок розміру й форми свого мозку природними лідерами, і передбачувано здатні правити короткоголовими «брахіоцефальними» народами.
Ідею німецького походження «аріїв» підтримував німецький археолог Густав Коссіна, який ототожнював протоіндоєвропейські народи з культурою шнурової кераміки. Ця ідея надалі поширилася як в інтелектуальній, так і в популярній культурі початку XX століття. В той же час німецький учений Рудольф Вірхов, фахівець із краніометрії, на Антропологічному конгресі 1885 в Карлсруе засудив ідеї про зверхність нордичних народів, вважаючи їх радше містичними, ніж науковими. Йозеф Коллманн, співавтор Вірхова, на тому ж конгресі заявив, що народи Європи, будь то англійці, німці, французи або іспанці належать до «суміші різних рас», до того ж, «результати краніологічних досліджень… суперечать будь-якої теорії, що стосується переваги тієї чи іншої європейської раси».
Дослідження Вірхова спонукали Г'юстона Чемберлена до критики Йозефа Коллмана. На захист Вірхова, стали такі вчені, як Отто Шрадер, Рудольф фон Ієрінга і етнолог Роберт Гартман, які запропонували виключити поняття «арії» з антропології. Попри це, популяризації терміна «арійські народи» як антропологічного посприяли письменники Герберт Велз і Г'юстон Чемберлен у 1920-і роки. Так, Велз вживав його в «Нарисі історії» (1920) та «Короткій історії світу» (1922). Як і Чемберлен, він прагнув уникати ототожнення аріїв з яким-небудь одним народом, але приписував їм цивілізаторську роль з осідлим проживанням на противагу кочівникам.
До 1960-1970-х років усталилася теорія про формування індоєвропейців у прикаспійських і причорноморських степах, звідки вони розселялися впродовж Бронзової доби. Головною представницею досліджень в цьому напрямі на Заході була Марія Ґімбутас.

## В езотериці

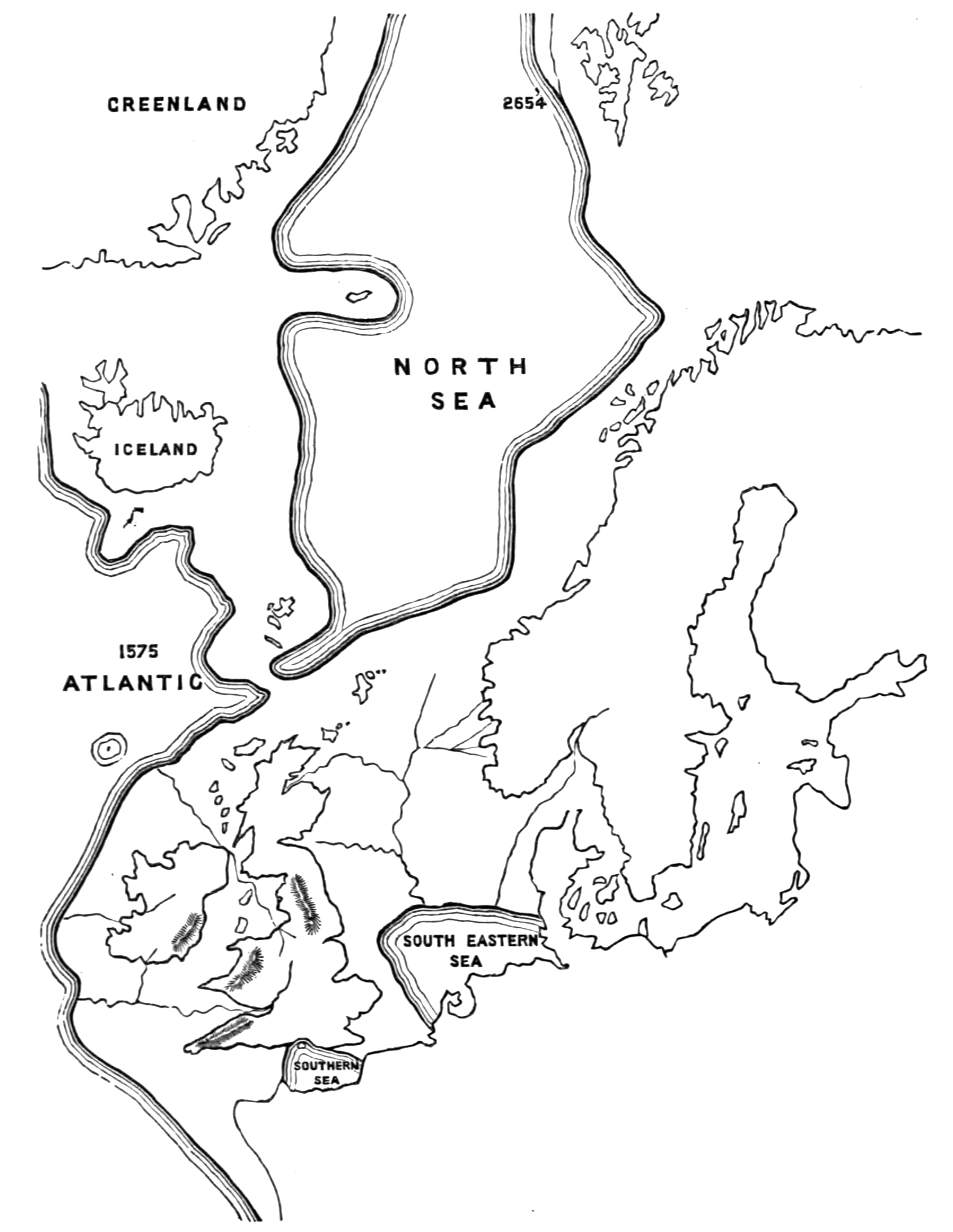
В езотериці арії виводилися з півночі доісторичної Європи (на мапі Європа Третинного періоду)

Термін «арійська раса» було взято з антропології в ужиток теософією, зокрема Олена Блаватська називала так одну з «корінних рас» — атлантів, від якої в її вченні походять численні сучасні люди. Блаватська стверджувала, що існують і сучасні «неарійські народи», другосортні порівняно з «арійськими». Блаватська зазначала, що вважає семітів відгалуженням «арійських», що семіти «вироджені в духовному плані і вдосконалені в матеріальному». Крім того, Блаватська характеризувала деякі народи як «напівтварин»: тасманійців, корінних австралійців і аборигенів гірських регіонів Китаю. Решту народів вона виділяла в групу змішаних, які виникли від атлантів і лемурійців, котрі схрещувалися з «напівтваринами»: дикунів Борнео, Цейлону, окремі племена корінних австралійців, бушменів, негритосів, жителі Андаманських островів і т. ін. Послідовники Блаватської, такі як Артур Пауелл, відносили до «арійської раси» також арабів, але Пауелл вважав, що вони прийняли семітську мову, покинувши свою первісну.
Гвідо фон Ліст і його послідовники, як-от Йорг Ланц фон Лібенфельс, запозичили низку ідей Блаватської до арманізму. В їхній расистській теорії «арійська корінна раса» виникла найпізніше, тому найрозвиненіша. Підрасою «арійської раси» є тевтонці (германці).
Г'юстон Стюарт Чемберлен прагнув поєднати вищість аріїв із християнством як релігією європейських цивілізаторів. У книзі «Підвалини дев'ятнадцятого століття» (1899) він запропонував, що Ісус Христос був арієм, а євреї спотворили його вчення. Расу Чемберлен розумів як єдність фізіологічних характеристик, мови, менталітету й вірувань. Він виступав за збереження чистоти рас, вважаючи євреїв прикладом їх змішання. Цивілізаторську першість Чемберлен, подібно до своїх попередників, надавав расі аріїв. Альфред Розенберг підтримував таку ідею, стверджуючи, що євреї спотворили Христове вчення, а його первісні «арійські» елементи слід шукати в зороастризмі та упанішадах, а також у працях середньовічного містика Майстра Екгарта.
Гвідо фон Ліст першим поєднав німецький націоналізм з езотерикою та теософією, запропонувавши спиратися в історії на німецький фольклор, а не не «брехливі» хроніки чи сучасні релігійні тексти. Він, на відміну від Чемберлена та Розенберга, виступав за повернення до язичництва, також звернув увагу громадськості на рунічне письмо, котре вважав найкращим для передачі первісного міфологічного знання. Ліст розробляв власну теорію циклів розвитку суспільств, за якою наприкінці XIX століття повинен відбутися підйом німецького духу та утворення великої німецької імперії. З огляду на це Ліст схвалював війну та ідею надлюдини; вважав, що невдовзі полеглі воїни аріїв переродяться для боротьби з ворогами своїх нащадків.
До того часу фальшивий фризький текст «Хроніки Ура Лінда» здобув популярність, оскільки описував цивілізацію, котра нібито існувала на півночі від Європи, тож у її нащадках вбачалися німці. У гностичних ідеях Йорга Ланца фон Лібенфельса протистояння рас є проявом вищого протистояння сил Добра і Зла. Біла шкіра, волосся жителів півночі Європи належали добрим людям, і чорна шкіра, чорне волосся, очі — злим. Світлошкірих, світловолосих людей Лібенфельс ототожнював з аріями та описував їх як нащадків північної цивілізації, що занепала через змішання з «демонічними» расами. Лібенфельс висунув ідею про «арійського Христа», що поведе сили Добра в подобі сучасних аріїв на останню війну зі Злом. Лібенфельс розробляв влаштування майбутньої арійської держави, суспільство якої мало поділятися на касти, де «аріогерманці» звільнялися від важкої фізичної праці, панував патріархат і відбувалася детальна селекція задля недопущення змішання рас. Подібно Лісту, він намагався передбачити розвиток Європи, але відносив підйом арійства з центром у Відні до періоду після 1960—1988 років, коли мав би панувати «расовий хаос». Втім, встановлення фашизму в Німеччині Лібенфельс пізніше радо зустрічав, вважаючи його початком арійського відродження. Ідею «арійського Христа» й поєднання християнства з язичництвом підтримував Ріхард Вагнер, опери якого пронизані християнсько-німецьким духом.
Мігель Серрано ототожнював аріїв з жителями півночі гіпербореями, яких описував прибульцями з інших світів, що боролися зі злим Деміургом, а на Землі ця війна продовжилася зі створеними ним євреями. З огляду на таке вище походження, арії також поставали першими людьми. Рене Ґенон також посприяв укріпленню ідеї про зародження цивілізації на півночі своєю концепцією зниклого народу з острова Туле (див. також Товариство Туле), викладеній в есе «Атлантида і Гіперборея» (1929). Подібно до Блаватської та Серрано, Ґенон схилявся до походження людей від нематеріальних істот, але розробив для цього власну хронологію.

## В державній ідеології

### В ідеології Третього Рейху

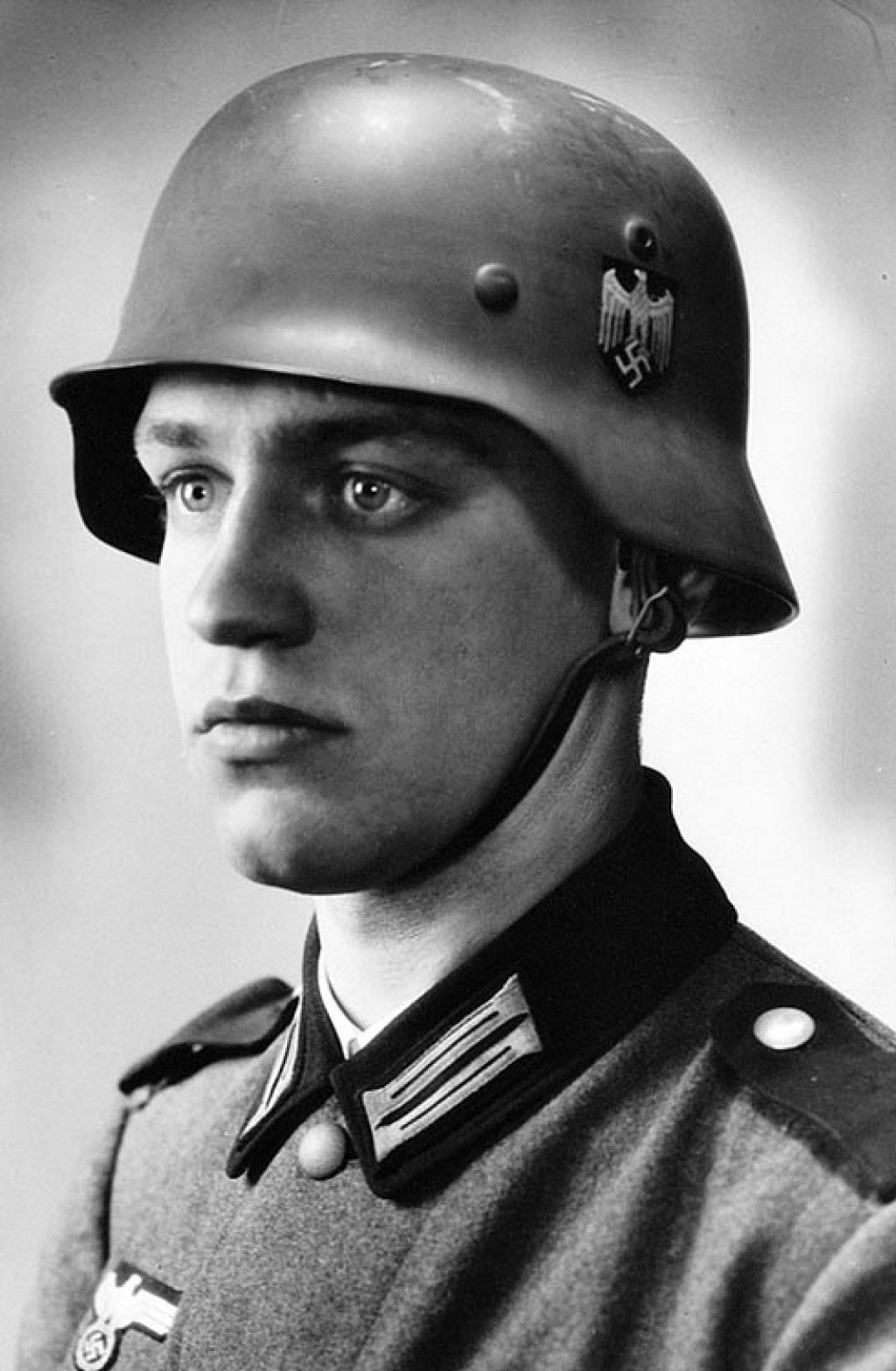
Солдат Вернер Голдберг ставився нацистською пропагандою за приклад «ідеального німецького солдата»

Ідеї Гобіно, Чемберлена та арманізму вплинули на формування расистської ідеології Третього Рейху, в якій «арійській расі» приписувалася найвища цивілізованість. Головним зачинателем цієї ідеології був антрополог Ганс Гюнтер, який виділяв «європейську расу», поділену на п'ять підтипів, які визначалися за фізіологічними параметрами (відтінок шкіри, колір очей і волосся), особливостями емоційності та схильністю до тієї чи іншої релігії. Це були підтипи: нордичний, середземноморський, динарський, альпійський і східно-балтійський. Нордичний (нордити) вивищувався ним над рештою.
Нордичний підтип характеризувався в Гюнтера середнім зростом 1,74 м, цефальним індексом близько 75, лицевим індексом понад 90. Шкіра світло-рожева з ледь видимими судинами. Волосся світле, від золотавого до темного блонду, з віком темнішає; пряме чи хвилясте, в дітей можливе кучеряве. Очі блакитні, блакитно-сірі чи сірі. Нордичний тип добре пристосований до бігу на середні дистанції та до стрибків. Йому властиві відважність, поміркованість, рішучість, шляхетність, героїзм, вроджене почуття справедливості. Ці якості за найвищого розвитку проявляються в лідерстві, винахідництві, допитливості, артистизмі. Більшості видатних людей на Заході приписувалася наявність рис нордитів. Мова нордитів небагатослівна, емоції стримані, навіть холодні, ці люди бувають неохочі до втручання в чуже життя. Нордити пристосовані до роботи на відкритому повітрі, вони чистоплотні, формують малі родини, дорослішають порівняно пізно.
У книзі «Расова наука німецького народу» (1922) Гюнтер писав, що німці представлені всіма п'ятьма європейськими підтипами, але нордичний переважає. Нордичний, на його думку, населяв передусім Баден, Штутгарт, Зальцбург і Швабію. Слов'ян Гюнтер відносив до «східної раси», на ґрунті чого застерігав від змішання з ними німців. Євреїв же відносив до «близькосхідної раси», якій приписував здібності до психологічної маніпуляції та експлуатації задля досягнення економічної вигоди Адольф Гітлер під впливом «Расової науки німецького народу», розвинув власну расову політику.
У 1933 році чиновник Міністерства внутрішніх справ Німеччини Альберт Гортер розробив критерії окреслення «арійської раси», за якими туди включалися європеоїди взагалі, проте такий підхід було визначено надто розмитим. Ахім Герке натомість класифікував як «аріїв» тих людей, що належать до «німецької крові», тобто належать до німців, або мали німців серед предків. Нюрнберзькі расові закони 1935 року класифікували «аріїв» як людей з «німецькою або спорідненою кров'ю».
Як зазначав німецький расовий антрополог Ернст Ріттерсхаус, «Арієць — давньоіндійське слово, яке спочатку позначало людину нордичної раси. Значення цього слова певним чином змінилось і розширилось з плином часу; альпійську, середземноморську, динарську або східнобалтійську людину також називають „арієм“, для відзнаки від людей віддалених рас, таких як негри, індейці, китайці, малайці і т. д., або расових мішлінге, які несуть подібну кров, як, наприклад, мулати, метиси та, накінець, що для нас сьогодні є найбільш важливим, для відрізнення єврея або єврейського мішлінга.». Методичний посібник Річарда Райна «Раса та культура наших предків» (1936) повторює визначення терміну: «Ці шість рас (нордична, фальска, західна, східно-балтійська, східна, динарська) називаються арійськими, відповідно до нашого законодавства. Таким чином, аріями у Німечині є ті люди, які належать до однієї з цих шости рас або несуть в собі якості цих рас у змішаному вигляді. Неаріями же є орієнталіди та передньоазійці, або суміш цих двох рас із іншими расами, яку представляє собою єврейська народність». Маркистський інтелектуал Генрі Печтер, автор книги «Nazi-deutsch: A glossary of contemporary German usage» (1944), яка була покликана розкрити англомовному читачу сутність нацистського лексикону, наводить відповідне визначення терміну «арій»: «Більша частина німецьких шкіл вчать, що в Європі існують такі раси: нордична, фальска, західна, динарська, східна або альпійська, східно-балтійська. Ці шість рас визнаються як „спорідненні“ (нім. artverwandt) або „арійські“ (нім. arisch)».
У расово-антропологічному нацистському журналі «Neues Volk», заснованому д-ром Вальтером Гроссом, вказувалось, що «європейські арії, таким чином, споглядяючи зі Сходу на Захід, це слов'янські, германські, романські та кельтські етномовні групи, тобто переважна частина населення європейської частини Росії та Балканського півострову, населення Німеччини, Нідерландів та Британських островів, населення франкомовних земель, Піренеїв та Апеніньського півострову. (…) Всі вищезгадані „арійські“ народи пронизані представниками всіх європейських рас та лише варіюється чисельна доля, яку займають в них окремі раси. В цілому, можна відмітити, що в слов'янських країнах — східно-балтійська, в германських країнах — нордична, в романських — західна раса, а в альпійських країнах динарська раса складають значно більший процент від загальної кількості населення, ніж інші європейські раси, які представлені в значно меншому процентному співвідношенні».
Гітлер використав ідею «арійської раси» для побудови німецької ідентичності в контексті націонал-соціалізму (нацизму). Так, соціалізм він описував притаманним «арійській расі», причому в такій формі, де приватна власність і підприємництво не заперечуються, на відміну від радянського соціалізму. Хоча особисто він не схвалював піднесення нордитів, наголошуючи на важливості духовної єдності німців, нордичні риси зовнішності визначили спрямування нацистської євгеніки. Програма «Лебенсборн», почата в 1935 році, призначалися для селекції майбутніх громадян Рейху аби з часом підігнати вигляд їх типових представників під нордичний стандарт. Для цього передбачалися заохочення багатодітності німкень та асиміляції дітей військовополонених з потрібними рисами до Рейху. Гітлер і Гіммлер вбачали в СС основу для «расового відродження» Європи після остаточної перемоги Рейху.
Ідея про спорідненість деяких європейців з «арійською расою» виправдовувала окупацію, зокрема на схід від Німеччини. Хоча слов'яни, котрі населяли ці території, відносилися в нацистській ідеології до «недолюдей», значна їх частка вважалася нащадками «аріїв», які бували там з цивілізаторською метою — готів, варягів, шведів, фламандців, голландців, швабів. Особливо ця думка підносилася в брошурі Генріха Гіммлера «Недолюдина» (1942). Щодо різних слов'янських народів, вважалося, що від 50 % до 15 % їх мають достатньо «арійських» рис і можуть бути асимільовані тогочасними «аріями».

### В ідеології фашистської Італії

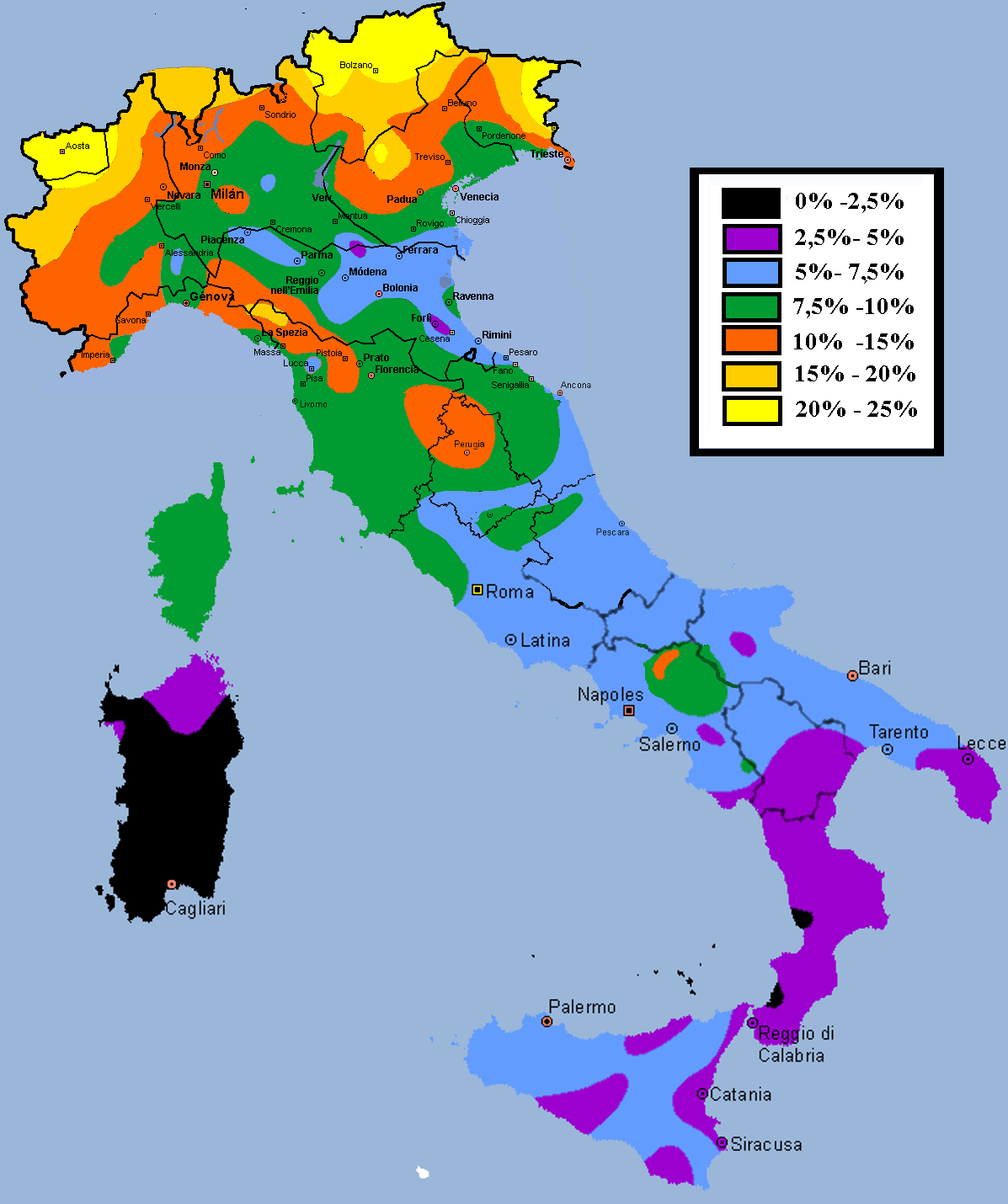
Поширеність блондинів в Італії згідно з географом Ренато Б'язутті

Хоча Італія під правлінням Беніто Муссоліні перебувала в союзі з Гітлерівською Німеччиною, італійці розглядалися німцями як расово неповноцінні. Сам Муссоліні засуджував такі оцінки, проте до 1936 року расові питання цих двох держав щодо одна одної ослабли. У 1936 році Муссоліні зацікавився расовими дослідженнями Джуліо Коньї. Дослідник заперечував, що німці єдині представляють собою нордичний тип, розробивши власну расову теорію. В книзі «Расизм» (1936) Коньї заявив про расову близькість середземноморського та нордичного підтипів «арійської раси». І більш того, він написав, що змішання «нордичних» і «середземноморських аріїв» в Італії справило вищих «арійських італійців». Водночас, на його думку, південні італійці змішалися з арабами та азійськими народами. Пізніше він спростовував власну думку, доводячи, що нордити й південні італійці близькі як расово, так і духовно, даючи все найкраще, що є в європейській цивілізації. Муссоліні спершу знехтував працею Коньї, та пізніше включив її до расової політики Італії.
Муссоліні побоювався, що визнання італійців окремим расовим типом спричинить у них комплекс меншовартості. Тому в 1938 він зацікавився способами підтвердити нордичні риси в італійців. Влітку того року фашистський уряд заявив, що італійці мають «арійські» риси та «нордично-середземноморське походження». В червні 1938 року на зустрічі з Національною фашистською партією (PNF) Муссоліні назвав себе «нордитом» і вказав, що державна політика повинна зосередитися на висвітленні «арійства» італійців. Того ж року почав видаватися расологічний журнал «Захист раси», великий внесок до якого на початку здійснював Гвідо Ландр, зокрема його «Маніфест расових учених». В маніфесті стверджувалося про «расову чистоту» італійців; це твердження зазнало широкої критики. Інші твердження з «Захисту раси» виявилися успішнішими, такі як ідея, що «нордичні арії» прийшли в Італію в неоліті, або що занепад Римської імперії був спричинений семітськими імігрантами.
У вересні-жовтні 1938 року було ухвалено низку антисемітських і расистських законів. Головний з них, декрет-закон 17 жовтня 1938 року «Заходи із захисту італійської раси», забороняв шлюби з «неаріями» та утримання євреями «арійської» прислуги, вимагав обов'язкової реєстрації євреїв та тих, хто мав євреїв серед предків.
Але вже наступного 1939 року Національна фашистська партія почала повернення середземноморської ідеології, підтримана палеонтологом Уго Релліні, котрий спростовував гіпотезу про походження італійців від нордитів, натомість виводив їх від кроманьйонців. Муссоліні ж підтримав прихильників нордичного походження, заручившись у 1941 році підтримкою очільника Італійської расової служби Альберто Лукіні, та захопився вченням Юліуса Еволи. Верховна рада з демографії та раси виступила ідейною опозицією до Муссоліні, критикуючи низькопоклонство перед німцями, приписуванням їм біологічного та культурного впливу на предків італійців, який не має достовірних підтверджень.

## Арії як слов'яни
Ототожнення аріїв зі слов'янами зародилося в українській та російській діаспорі після Жовтневої революції, що відбулася в Російській імперії. Поет і композитор Ілля Іванович Тьорох використовував міфологічні сюжети, заклав основи слов'янського неоязичництва, запропонувавши ідею слов'янського єдинобожжя, в якому бог Сварог мав багато іпостасей. Він популяризовував думку про мирність стародавніх слов'ян, відсутність у них людських жертвоприношень. Свої погляди він виклав у книзі «Карпати і слов'яни» (1942), виданій у Нью-Йорку. Тьорох, попри галицьке походження, був прихильником єдності слов'янських народів, яких об'єднував назвою «росіяни». Під час Другої світової війни Тьорох відстоював культурну зверхність «росіян» над німецькими «аріями», приписуючи їм первісне проживання на територіях, які потім нібито зайняли німці. Проте на відміну від прихильників вищості аріїв, Тьорох не проявляв ворожості до євреїв та християнства. Таким чином, він почасти замінив «арійську расу» на «росіян».
Володимир Шаян був активним учасником української діаспори в Англії та, на противагу Тьороху, визначав як слов'ян («русинів») виключно українців. Він розробив реконструкцію слов'янського язичництва, в якому виділив боротьбу бога Перуна проти Чорнобога, та різко виступав проти християнства як чужинської семітської релігії, що прийшла на територію України з території Росії (а туди з Візантії). Шаян особливе місце відводив українському націоналізму як боротьбі проти Росії, тому, після здобуття Україною незалежності, його тексти здобули неабияку популярність.
Лев Силенко першим однозначно ототожнив слов'ян з аріями, виводячи їх, та українців зокрема, з трипільців. Його погляди найповніше викладені в книзі «Мага Віра» (1979). Територію сучасної України він вважав місцем появи людини, винайдення календаря, колеса. Саме цю територію він описував місцем виникнення індоєвропейців, що почасти відповідає курганній гіпотезі (однак Силенко не був академіком). Також, він популяризував термін «оріани» («орії»), дорікаючи Гітлеру, що той скомпрометував слово «арії». До «оріанів» відносив українців, кімерійців, мітанійців, каситів, персів, гутіїв, а також етрусків, пеласгів і філистимлян. Київ Силенко вважав найдавнішим містом «оріанів». Він відстоював думку про автентичність «Велесової книги» як пам'ятки літератури давніх слов'ян. Подібно до Шаяна, Силенко заперечував генетичний зв'язок між українцями та росіянами, котрих вважав нащадками татаро-монгольської орди. Силенко особливо звертав увагу на героїзм «оріанів» і сподівався, що він стане основою для національно-визвольної боротьби українців.
Юрій Лісовий став послідовником Володимира Шаяна, проте був прихильником триєдиності слов'ян (українці-росіяни-білоруси). В його системі поглядів на території України ще з верхнього палеоліту існував потужний центр етногенезу, звідки вийшли скіфи, хети, гіксоси, шумери, арії, алани, гуни, вандали та ін. Лісовий заперечував внесок греків та юдеїв до світової культури, натомість писав, що вони запозичили свої здобутки у слов'ян. Праці Лісового здобули схвалення в росіян, адже вони краще вписувалися в імперський міт, на противагу Силенку.
Подібно мислив і Юрій Миролюбов, один з вірогідних авторів «Велесової книги». Розвиваючи теософські припущення, він виводив слов'ян, подібно до аріїв, з населення загиблих материків Атлантиди й Му, де начебто існувала високорозвинена цивілізація. Слов'ян він зараховував до «білої раси», втім, він цурався думки про «расову чистоту». В теорії Миролюбова, первісною релігією слов'ян був монотеїстичний «ведизм», що деградував у язичництво. Як і Тьорох, Миролюбов відстоював позицію, що християнство ввібрало основи первісної релігії.
Яскравим представником російськоцентричного напрямку був емігрант Петро Орешкін, який стверджував, що всі мови світу походять від російської, тому практично всі тексти можуть читатися як російські. Примітно, що Орешкін, на відміну від решти, спирався на біблійні тексти, а саме міф про Вавилонську вежу.
Володимир Щербаков чітко ототожнював росіян із аріями, а саме нащадками богів асів. Німців він називав нащадками ванів і їхню поразку в світових війнах вбачав у посягання на «другий Асґард» — Москву. Втім, його книга «Асґард — місто богів» (1991) часто зараховується до езотеричної фантастики. Після розпаду СРСР Щербаков активно вживав термін «арії» на позначення слов'ян у протиставленні їх тюркам. Також, до «аріїв» зараховував росіян Анатолій Скуратов, змальовуючи світову історію як боротьбу расових типів «аріїв» з «семітами», що мають відповідні релігії Добра та Зла.

## Спростування зверхності «арійської раси»
Енциклопедія «Pseudoscience: A Critical Encyclopedia» Браяна Реґала містить висновок, що ні Гвідо фон Ліст, ні Блаватська, ні Гіммлер і Гітлер не мали «арійської» зовнішності. Ідея про зверхність аріїв призначалася надати науковоподібного виправдання для ненависті та нерівності.
Ще в 1930 році Альфред Розенберг, один з ідеологів нацизму, в «Міфі двадцятого століття» зазначав, що ідея арійської раси утилітарна і призначена згуртувати німців заради побудови нової цивілізації. За словами австрійських істориків Едварда та Романа Швайдленків, вибудований нацистами міф арійства мав чіткі функції, що слугували політиці: створення та зміцнення загальнонімецької ідентичності, виправдання мілітаризму та війни, вигідної в цих умовах відмови від демократії, встановлення авторитарного режиму і культу вождя, зміцнення патріархального влаштування суспільства, секуляризму, сприяння відчуттю впорядкованості. Також, арійських міф нацистів слугував засобом подолати страх перед стрімкою механізацією виробництва, оспівуючи традиційне німецьке селянство та злиття з природою, повернення до витоків цивілізації.
У 1944 році американська видавнича компанія Rand McNally видала «Світовий атлас», де було описано 10 расових груп, з-поміж них і «арійську расу» як синонім індоєвропейської, чим терміну було повернено його вихідне значення. Американський антрополог Картон Кун у книзі «Раси Європи» (1939) спростував думку про першість «нордичного підтипу», доводячи, що цей підтип виник унаслідок освітлення шкіри середземноморської раси.
Американська дослідниця історії релігії Дороті Фігейра в книзі «Арії, євреї, брахмани: теоретичний авторитет через міфи ідентичності» (2002) вказала, що міф про «арійську расу» слугував зручним засобом як для виправдання колоніалізму, так і агресивного націоналізму. Піднесення себе як нащадків первісної «арійської раси» створювало підґрунтя для протиставлення європейських націй Іншому, в якому передусім вбачалися євреї, відтак було формою здобуття самобутності. Ворожість прихильників «арійської раси» до християнства, чи принаймні твердження, що сучасне християнство «несправжнє», «спотворене», вбачаються в космополітизмі цієї релігії, як вказує російський етнолог Віктор Шнірельман. Тоді як пошуки «рідної віри» в місцевому язичництві слугують виокремленню себе з загалу.